# 제1차 상하이 사변

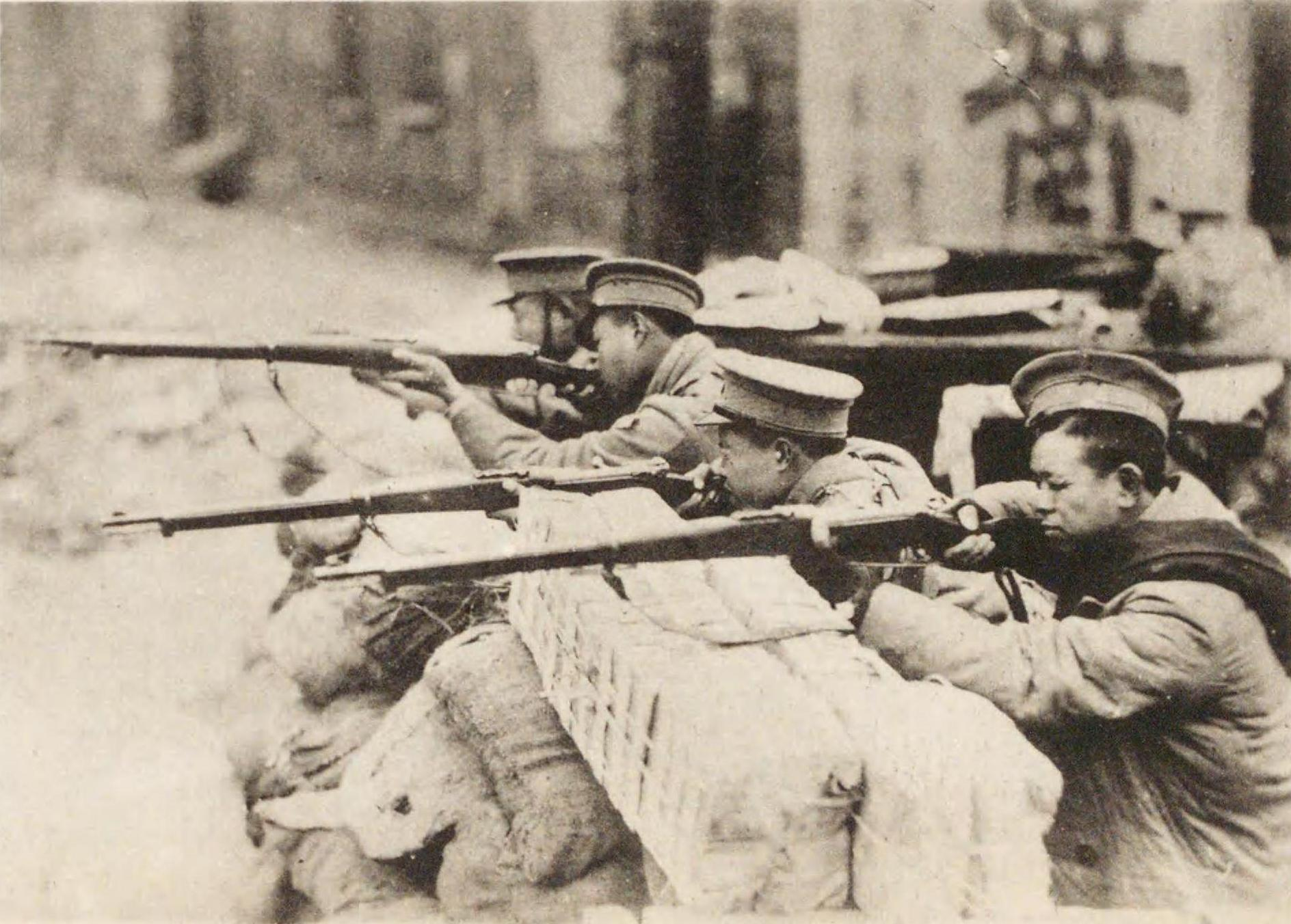
일본군과 교전하는 중국 헌병

상하이 사변(上海事變, 상해 사변) 또는 제1차 상하이 사변(第一次上海事變)은 1932년 1월 28일에 상하이 국제 공동조계 주변에서 일어났던 중화민국과 일본 제국의 군사적 충돌이다. 1937년에 발발한 중일 전쟁의 전초전 성격을 지닌 충돌이었다. 1월 28일에 일어난 사건이었기 때문에 중국은 '일이팔 사건'이라고도 부르고, 구미에서는 상하이 사변이라고 한다. 일본에서는 제1차 상하이 사변이라고 한다.

## 배경
만주사변으로 일본은 상하이 북동쪽의 광대한 영토를 획득하고, 괴뢰정부인 만주국을 수립했다. 그러나 일본군은 서양열강에 대한 영향력 확대를 위해, 조계지를 가지고 있는 상하이 지역에 눈독을 들였다. 그래서 대의명분을 확보하기 위해 무언가 돌파구가 필요하였다.
1월 18일에 다섯 명의 일본인 승려가 삼우실업사(三友實業社) 근처에서 성난 중국 군중들에게 구타를 당하는 사건이 발생한다. (현재는 이 범행은 일본 측에 고용된 중국인에 의한 행위이라는 것이 정설이다.) 이에 1월 20일에 상하이 거주 일본인들이 항의 데모를 벌였고, 일부 청년들이 삼우실업사 공장을 불태우고, 한 명을 살해하였다. 진압을 위해 파견된 중국 관원 2명을 일본도로 살해하고, 일본인 1명도 살해당하게 된다. 이 사건으로 상하이 시민들의 반일 감정을 자극하여, 일본 제품의 보이콧을 외치며 항의 행진을 벌이게 만든다. 사건으로 일본을 포함한 서양열강은 협의를 통해, 공동 조계 내의 경비를 분담하는 것으로 결론을 낸다.
무라이 구라마쓰 총영사는 오철승 상하이 시장을 면담하고, 손해배상과 더불어 사건에 관한 진상조사와 가해자 처벌 및 항일 단체의 해산 등을 요구했다. 이에 상하이시장 측은 즉답을 미루었지만, 최종적으로 일본의 요구를 받아들였다. 이 소식을 들은 일부 학생들이 분개하여 시청을 습격하였다.

## 전투
1월 26일에는 중화민국 정부가 계엄령을 포고하고, 중국인 지구 전역에 모래자루와 가시 철망으로 바리케이트를 구축하고, 외국인에게 조계 안으로 피난을 권고한다. 2일 후, 상하이시 의회는 비상사태를 선언하고, 상하이 의용군 부대를 수비에 배치하였다. 공동 조계 방위 위원회는 여전히 사태에 위협을 느끼고, 홍커우 방위를 일본인 의용군 부대에 맡겼다.
1월 27일이 되자 일본군은 30척의 함정과 40기의 전투기를 동원하여 상하이 해안 근처에 7,000 정도의 부대를 집결시켰다.
1월 28일 오후 5시에 조계국은 마침내 계엄령을 선포하고, 서양열강의 군대가 각자의 담당 경비 구역에 도착했다. 당시의 일본의 병력은 1,000명이 넘었고, 9시 30분경 더욱 군함에서, 1,700명을 상륙하게 하여 합계 2,700명이 주둔하였다.
당시 상하이에는 중화민국 정부의 채정해를 사령관으로 하는 약 33,000명의 19로군 병력이 있었다. 사태가 악화되자 19로군은 조계의 요소에 강력한 방어진지를 구축하고, 황푸강 유역에 포대를 설치하였다.
1월 28일 자정에 중화민국과 일본 제국 양군이 북사천로에서 충돌이 시작되었다. 이곳은 조계지 개정방위계획에 따라 일본군이 담당하기로 되어 있었는데, 중화민국 정부에는 통보도 되지 않은 상태였다. 따라서 중국의 주권지에 속했는데, 중국은 일본에 맞서 자위권을 행사한 것이다. 일본군은 개전 3일 만에 본국 증원군을 요청하여 2월 1일 해군 사령부는 2개의 육군 부대를 증파하고, 제3함대를 편성하여 해군병력을 지원하였다. 장제스의 중앙 정부에서도 3개 비행대대, 중포, 직속 2사단, 독일식 사단(87, 88사단)으로 구성된 최정예 5군, 헌병연대, 세무경찰연대를 증원하였다. 이들의 중장비는 화력이 빈약한 19로군에게 큰 도움이 되었다.
다시 중국군의 완강한 저항에 막히자, 일본은 일본 제국 육군 9사단을 주력으로 한 병력을 증파 16척의 수송선에 나누어 15, 16일 상하이 항과 오송부대에 상륙하였다.
9사단장 우에다와 19로군 군단장 채정해는 영국이 주선한 중일 양국군 대표 회담을 통해, 입장을 조율하려 하였으나, 일본의 음모에 의한 전쟁이기 때문에 양측의 간극은 좁힐 수가 없었다. 그리하여 2월 10일 다시 양군이 충돌하게 된다. 일본은 19로군의 방어를 뚫지 못해서 또 한차례 증원을 본국에 요청하게 되는데, 일본에서는 또 다시 2개의 사단이 증파된다.
3월 1일이 되자, 그간 잘 방어를 해 오던 중국군은 갑작스런 철수를 시작하였다. 그 갑작스런 철수의 배경에는 청나라 숙친왕의 딸인 금벽휘라는 여인의 농간에 놀아났다는 설이 있었다. 금벽휘는 당시 일본군 특무기관의 소좌 다나카에게 포섭되어, 일본군이 또 증파된다는 거짓 정보를 중국군 지휘관들에게 흘려 철수를 유도했다고 한다. (이 여인은 1948년 장제스에 의해 총살된다.)

## 결과
19로군의 철수로 인해, 상하이는 군대의 무장해제를 당했고, 자국의 군대를 상주시키지 못하는 지역이 되었다.

## 홍커우 공원 폭탄투척 사건
이러한 중국의 패전의 분위기 속에서 1932년 4월 29일 중일 양국이 정전협정을 맺기 전, 일본인 거주민들은 홍커우 공원에서 열병식을 거행하였는데, 이는 일본 천황의 천장절 경축행사와 일본군 승전 파티를 겸한 행사였다. 이 때 식민지 조선의 독립운동가인 윤봉길이 폭탄을 투척하여 상하이 일본영사와 해군 중장 등의 여러 군 인사가 죽거나 중상을 입었다. 윤봉길은 체포되어 사형되었다.

## 같이 보기
- 아시아에서의 제2차 세계 대전 발발 전 사건
- 중일 전쟁